# Даниэлу, Жан
Жан-Геноле-Мари Даниэлу (фр. Jean-Guenolé-Marie Daniélou; 14 мая 1905, Нёйи-сюр-Сен, Сена, Франция — 20 мая 1974, VII округ Парижа) — французский кардинал, римско-католический теолог, историк. Член Французской академии. Титулярный архиепископ Таормина с 11 по 28 апреля 1969 года. Кардинал-дьякон с 28 апреля 1969 года, с титулярной диаконией Святого Саба с 30 апреля 1969 года.

## Биография
Жан Даниэлу родился в семье государственного деятеля, поэта и писателя Шарля Даниэлу и его жены Мадлен (в девичестве Кламорган). Шарль был депутатом и министром при Третьей республике. Мадлен изучала литературу и философию, активно занималась развитием образования, основала несколько образовательных учреждений для женщин (в частности, колледж «Сан-Мари»). Как отметал сам Даниэлу, мать оказала большое влияние на его духовное и интеллектуальное воспитание. Младший брат Жана, Ален (1907—1994), был известным индологом. Другой брат, Луи, погиб в 1942 году в Гибралтаре. Сестра Жана, Катрин, вышла замуж за его близкого друга Жоржа Изара.
Даниэлу изучал французский язык в Сорбонне, где в 1927 году получил учёную степень агреже по грамматике. В Сорбонне Жан знакомится с Жан-Полем Сартром, Жаком Маритеном и Франсуа Мориаком (последний оказал на него особенное влияние). В тот же период он переводил на латынь французское либретто Жана Кокто для оперы Игоря Стравинского «Царь Эдип». По окончании Сорбонны Жан проходил военную службу в форте Сен-Сир (1927—1929).
20 ноября 1929 года Даниэлу стал послушником в ордене иезуитов в Лавале. 21 ноября 1931 он принёс обеты. Затем последовал традиционный курс обучения философии в Жерсей (1931—1934), после которого Даниэлу преподавал в колледже Сен-Жозеф в Пуатье (1934—1936). В 1936—1939 годах Даниэлу под руководством Анри де Любака, изучал теологию (в частности патристику) в Лион-Фурвьер. Здесь он познакомился с молодым богословом Хансом Урсом фон Бальтазаром. 24 августа 1938 года Даниэлу был рукоположен в священники.
В 1939—1940 годы, в период Второй мировой войны, Даниэлу служил в ВВС Франции. Затем был демобилизован и вернулся к гражданской жизни. В 1941 году его направили в Париж. В 1943 году в Парижском католическом институте Даниэлу защитил докторскую диссертацию, посвященную святому Григорию Нисскому, и в том же году стал редактором журнала «Этюд» («Исследования»). Затем он устроился работать капелланом в Севрскую женскую высшую нормальную школу. В этот период начал писать свои собственные труды по патристике. Выступил одним из основателей издательства Sources chrétiennes, созданного с целью публикации трудов Отцов Церкви. В первом томе серии было опубликовано произведение свт. Григория Нисского «Жизнь Моисея», в переводе Даниэлу, который был выполнен им для второй докторской диссертации в Сорбонне. В 1943 году Даниэлу стал преемником Жюля Лебретона на посту профессора истории раннехристианской литературы и истории на богословском факультете Парижского католического института. В том же году он выступил одним из основателей группы «Кружок св. Иоанна Крестителя», в задачи которого входило поощрение к миссионерскому призванию. В 1950-е годы имя Даниэлу начало ассоциироваться с т. н. «новым богословием». После опубликования в 1950 году энциклики «Humani generis» ряд его книг и статей был удалён из иезуитских библиотек; также Даниэлу был снят с поста редактора Sources chrétiennes. Тем не менее, в 1961—1969 годах Даниэлу был деканом Католического института.
По приглашению папы Иоанна XXIII, Даниэлу выступил в роли эксперта на Втором Ватиканском соборе (1962). Вместе с Карлом Ранером и Анри де Любаком он вошёл в состав богословской комиссии. Даниэлу активно откражал работу Собора во французской прессе, особенно в Le Figaro. 21 апреля 1969 года папа Павел VI посвятил его в сан епископа, а 28 апреля 1969 года назначил кардиналом. 9 ноября 1972 года Даниэлу был избран членом Французской академии, где сменил умершего за несколько месяцев до того кардинала Эжена Тиссерана.
Даниэлу умер 20 мая 1974 года в Париже. Смерть наступила в результате сердечного приступа. В момент смерти он взбирался по лестнице в квартиру стриптизёрши Мими Сантони, находившуюся по соседству с борделем. Даниэлу имел при себе крупную сумму денег. Согласно показаниям Мими Сантони, деньги предназначались для того, чтобы внести залог за её парня, сидевшего в тюрьме.

## Избранная библиография
- L'être et le temps chez Grégoire de Nysse, Brill, Leyde, 1970
- La Trinité et le mystère de l’existence, Desclée de Brouwer, Paris, 1968
- Les Évangiles de l’enfance, Seuil, Paris, 1967
- Philon d’Alexandrie, Fayard, Paris, 1958
- Les manuscrits de la Mer Morte et les origines du Christianisme, L’Orante, Paris, 1957
- Les anges et leur mission, d’après les Pères de l'Église, Desclée, Paris, 1952
- Bible et liturgie, la théologie biblique des sacrements et des fêtes d’après les Pères de l'Église, Cerf, Paris, 1951
- Origène, Table ronde, Paris, 1948
- Platonisme et théologie mystique: doctrine spirituelle de saint Grégoire de Nysse, Aubier, Paris, 1944
- Dieu et nous, Bernard Grasset, Paris, 1956

### Переводы на русский
- Таинство будущего: исследования о происхождении библейской типологии / Пер. с фр. В. Н. Генке под общ. и науч. ред. А. Г. Дунаева. М.: Изд-во Московской. Патриархии, 2013. 488 с.